# Pomnik Żołnierza Polskiego we Włocławku
Pomnik Żołnierza Polskiego – znajdujący się na Placu Wolności we Włocławku obelisk poświęcony żołnierzom polskim. Wcześniej – Pomnik Wdzięczności.

## Tło historyczne
W dniach 17-19 stycznia 1945 ewakuowano z Włocławka ludność niemiecką, zaś 20 stycznia wkroczyły do miasta oddziały Armii Czerwonej i Ludowego Wojska Polskiego. Na Placu Wolności grupa żołnierzy została ostrzelana, w wyniku czego zginęło sześciu z nich. Pochowano ich na miejscu śmierci.

## Pierwszy pomnik
W miejscu, w którym pochowano poległych czerwonoarmistów stanął pierwszy pomnik, zbudowany jeszcze w 1945. Na ceglanej podmurówce znajdował się drewniany postument w kształcie trapezu, na którym z kolei umieszczono czerwoną, pięcioramienną gwiazdę. Od samego początku jednak zakładano, że pomnik ten będzie miał charakter tymczasowy. Już w styczniu 1946 Miejska Rada Narodowa podjęła uchwałę o budowie nowego pomnika.

## Budowa drugiego pomnika
Konkurs na projekt nowego pomnika rozpisano w 1949. Na konkurs wpłynęło 6 prac, z czego zakwalifikowano pięć, a ostatecznie wybrano pracę, która zajęła drugie miejsce. Był to projekt autorstwa profesora Mariana Wnuka. Prace budowlane rozpoczęły się w 1950. 1 listopada dokonano rozbiórki poprzedniego pomnika, a szczątki żołnierzy przeniesiono na cmentarz komunalny. Uroczystego odsłonięcia dokonano 7 listopada 1951.

## Wygląd
W swojej pierwotnej postaci pomnik miał kształt czworobocznego, lekko zwężającego się ku górze obelisku o tępym, ściętym czubie, ustawionego na trójstopniowej bazie. W jego dolnej części znalazły się cztery socrealistyczne płaskorzeźby wykonane przez Władysława Kąckiego. Na ścianie południowej znajdowali się żołnierz polski i czerwonoarmista, na zachodniej - młody mężczyzna i kobieta ze sztandarem, na wschodniej - żołnierz i robotnik a na północnej - robotnica i rolnik. Wokół pomnika znajdowały się cztery wazony na kwiaty. Na południowej i północnej ścianie znalazły się tablice z inskrypcją: "Pomnik ten wzniesiony został w roku 1950 jako dowód wdzięczności mieszkańców Włocławka i powiatu za wyzwolenie spod jarzma hitlerowskiego przez bohaterską armię radziecką".

## Historia
Od chwili zbudowania pomnik był centralnym punktem uroczystości państwowych odbywających się we Włocławku. Regularnie składano tu wieńce i palono znicze. Po 1989 stał się częstym celem ataków, przede wszystkim oblewania czerwoną farbą. W 1992 w ramach dekomunizacji znalazł się, obok pomników Juliana Marchlewskiego, Ludzi Pracy, Powstania KPRP, na liście uznanych przez Radę Miasta do usunięcia. Jednak, podobnie jak większość pomników, ostatecznie nie został zniszczony z braku środków.

## Przebudowa
W grudniu 1993 Rada Miasta uchwaliła przebudowę pomnika. Projekt przygotował Antoni Bisaga. Zakładał on przykrycie płaskorzeźb wykonaną z nierdzewnej stali obudową. Realizacja projektu miała miejsce 11 kwietnia 1994. Obudowa przykryła dawne płaskorzeźby, zaś na jej ścianach znalazły się nowe napisy. Od strony południowej: "Żołnierzowi polskiemu walczącemu na wszystkich polach bitew - rodacy 1994", zaś od strony północnej: "Tobie ojczyzno żołnierski trud". Na górnej części obelisku umieszczono wojskowego orzełka. Pomnik też zmienił nazwę na "Pomnik Żołnierza Polskiego". Usunięto także wazony.